# Merì
Merì ist eine kleine Gemeinde in der Metropolitanstadt Messina in der Region Sizilien in Italien mit 2309 Einwohnern (Stand 31. Dezember 2023).

## Lage und Daten
Merì liegt 35 Kilometer westlich von Messina. Die Einwohner arbeiten hauptsächlich in der Landwirtschaft oder leben von der Schafzucht. 
Die Nachbargemeinden sind Barcellona Pozzo di Gotto, Milazzo, San Filippo del Mela und Santa Lucia del Mela.

## Geschichte
Merì wurde im Jahre 1582 gegründet. Im 18. und 19. Jahrhundert entwickelte sich der Ort.

## Sehenswürdigkeiten
Die Pfarrkirche Maria SS. Annunziata stammt aus dem 16. Jahrhundert.